# Glucuronsäure
Glucuronsäure (bzw. Glucuronat, kurz: GlcA), in biochemischer Darstellung häufig mit GlcA abgekürzt, ist die Uronsäure der D-Glucose, von der sie sich durch die Oxidationsstufe am sechsten Kohlenstoff (C6) unterscheidet, wo eine Carboxygruppe statt einer Hydroxygruppe vorliegt. Sie findet sich in pflanzlichen und tierischen Organismen.
Im Stoffwechsel des Menschen dient die Substanz insb. der Entgiftung (Phase II der Biotransformation): Gift- und Arzneistoffe oder auch Steroidhormone wie das Östrogen werden durch Verbindung mit Glucuronsäure (Glucuronidierung) wasserlöslich gemacht; diese Konjugate können dann leichter ausgeschieden werden. Außerdem ist die Glucuronsäure Bestandteil von Glykosaminoglykanen (Knorpel). Sie ist auch Ausgangspunkt für die Biosynthese von Ascorbinsäure.

## Eigenschaften
Die Säure löst sich in Wasser und Alkohol, ihr Schmelzpunkt liegt bei 165 °C. In der kristallinen Form zeigt sich Mutarotation.

## Physiologie
Die Biosynthese der Glucuronsäure geht von UDP-Glucose aus, welches beim Glykogen-Aufbau entsteht. Dieses wird mithilfe der UDP-Glucose-6-Dehydrogenase zu UDP-Glucuronat umgewandelt. So an UDP gebunden wird Glucuronsäure leicht mittels der UDP-Glucuronosyltransferase an andere Liganden weitergegeben, wodurch deren Löslichkeit in Wasser erhöht wird. Für den Knorpelaufbau muss UDP-Glucuronat mithilfe des UDP-Glucuronat-Transporters ins Endoplasmatische Reticulum geschafft werden, wo es mittels der UDP-Glucuronat-Decarboxylase zu UDP-α-D-Xylose umgesetzt wird. β-Glucuronidase katalysiert den Abbau von Inositol und Dermatan bzw. Keratansulfaten zu reiner Glucuronsäure (diese wird dann ausgeschieden).